# Nationale Vergadering (Eritrea)
De Nationale Vergadering (Tigrinya: Hagerawi Baito) is het eenkamerparlement van de Staat Eritrea en telt 150 leden, waarvan er 75 worden benoemd door de regering en de 75 leden het centraal comité van de enige toegestane partij, het Volksfront voor democratie en rechtvaardigheid (PFDJ), vertegenwoordigen. De samenstelling van het parlement is gedeeltelijk gebaseerd op de grondwet van 1997. 
In de periode 1952-1962 kende Eritrea, als autonome provincie binnen het Ethiopische keizerrijk, reeds een Nationale Vergadering met beperkte wetgevende bevoegdheden. In 1962 werd de autonomie van Eritrea door keizer Haile Selassie ingetrokken waarna er een jarenlange burgeroorlog volgde totdat Eritrea in 1991 autonoom werd en in 1993 onafhankelijk.
Sinds de onafhankelijkheid in 1993 zijn er nog geen landelijke verkiezingen gehouden. De landelijke verkiezingen werden steeds vooruitgeschoven totdat de regering in 2001 besloot de verkiezingen voor onbepaalde tijd uit te stellen. Wel hebben er in de tussentijd lokale en regionale verkiezingen plaatsgehad. De voorzitter van de Nationale Vergadering is tevens het staatshoofd van Eritrea, Isaias Afewerki. Hij bekleedt deze post al sinds 1993.
Het parlement wordt gecontroleerd door de regering van Eritrea en heeft als zodanig geen werkelijke macht. De UNHCR concludeerde in 2016 dat het Eritrese parlement slechts op papier bestaat.

## Zetelverdeling

Zetelverdeling sinds 1997